# إدوارد ويليام كامبل
إدوارد ويليام كامبل (بالإنجليزية: Edward Hale Campbell)‏ هو ضابط أمريكي، ولد في 1872 في ساوث بند في الولايات المتحدة، وتوفي في 1946 في مدینا في الولايات المتحدة.